# ドンブラコ

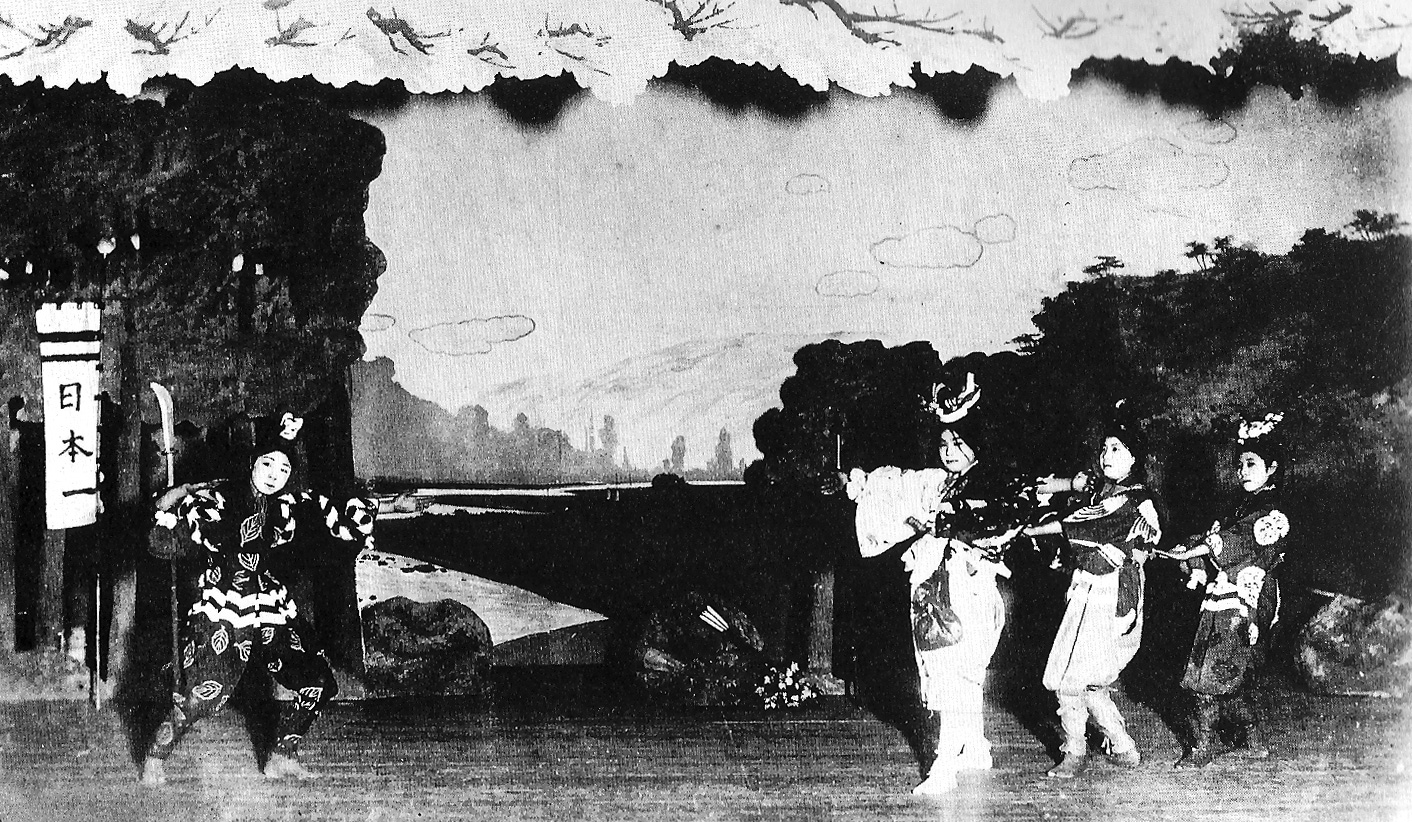
ドンブラコ・第三場
（1914年・宝塚少女歌劇第1回公演）

『ドンブラコ』は、桃太郎をモチーフにした北村季晴作詞・作曲の歌劇。1912年（明治45年）1月29日に楽譜が出版された。この楽譜における正式な名称は以下のとおりである。
- 『オトギ歌劇ドンブラコ（桃太郎）』（表紙タイトル）
- 『御伽歌劇ドンブラコ（桃太郎）』（本文の楽譜タイトル）
- 『Children's Operetta DOM-BRAKO』（裏表紙の英語タイトル）

楽譜出版の年の5月には、東京の歌舞伎座で催された音楽会において北村夫妻の演奏によって披露され、翌1913年（大正2年）8月には北村夫妻と帝国劇場歌劇部員および洋楽部員によるレコードが発売された。さらにその翌年の1914年（大正3年）4月から上演された宝塚少女歌劇の第1回公演の演目としても知られている。2009年5月には、およそ100年ぶりに全曲を忠実に再現演奏した宇野功芳指揮によるCDが『北村季晴:おとぎ歌劇「ドンブラコ」(全曲)』のタイトルで発売された。

## 曲の概要
全5場。このうち第四場は活弁のみで、作曲者により削除可と指定されている。音楽は北村のオリジナル曲の間に「ひらいたひらいた」、「かごめかごめ」、「通りゃんせ」、「霞か雲か」など、子供になじみの深いわらべ歌や唱歌が多く取り入れられ、最後は「君が代」を「登場者も聴衆も一同にて合唱」して終わる。

### 編成
ピアノ、オルガン、ホルン（フレンチホルン）、合唱、ソプラノ2（桃太郎、婆/雉子山拳蔵（雉子））、アルト2（爺/真白野猿之助（猿）、犬野腕三郎（犬））、木遣り。第二ソプラノは婆と雉子、第一アルトは爺と猿の二役を演じる。

### 舞台構成
- 第一場
  - 第一段 桃太郎生ひ立ちの段
  - 第二段 桃太郎門出の段
- 第二場 出征途上の場（犬猿雉勢揃ひの段）
- 第三場 鬼が島海上の場（鬼が城討ち入りの段）
- 第四場 鬼が島城内の場
- 第五場 桃太郎故郷の場（凱旋歓迎の段）

## 初演とレコード発売
初演は、楽譜出版と同年の1912年5月5〜6日に東京の歌舞伎座で催された「東京連合和洋音楽演奏大会」での北村季晴と初子夫人によるものである。二日間にわたる音楽会は、第一部の洋楽と第二部の邦楽との二部構成になっており、北村夫妻の歌劇は第二部の邦楽として演じられた。その際の演奏形式やその他の伴奏などの詳細は不明ながら、芝居仕立てではなく演奏のみであったらしいと言われている。なお、第一部では東京音楽学校の外国人教授らや、柴田環（三浦環）、澤田柳吉、東京オーケストラ団などが出演し、北村夫妻が出演した第二部の邦楽の部では、他に箏曲の今井慶松と尺八の荒木古童による『三曲　松竹梅』、3代目常磐津松尾太夫と2代目常磐津文字兵衛ほかによる『常盤津　梅川忠兵衛』、5代目富士田音蔵の長唄、清元延寿太夫（5代目）の清元節、尾上菊五郎、坂東三津五郎、藤間政弥の舞踊ほか、錚々たる面々が出演していた。
この音楽会での初演は好評を得たとされ、翌1913年8月には、北村夫妻と帝国劇場の歌劇部員・音楽部員によるレコードが日本蓄音器商会（日畜）のアメリカンレーベルで下記の内容で発売され、後にニッポノホンレーベルでも再発売された。レコード10面の演奏時間はおよそ30分弱。
- 『御伽歌劇 ドンブラコ （桃太郎）』
  - 演奏：北村季晴仝初子　帝国劇場オペラ及オケストラ部員
  - レーベル：The American Record 2386〜（5枚10面）
  - 定価：7円50銭（5枚揃い）

## 宝塚少女歌劇団での上演
北村夫妻の初演から2年後の1914年（大正3年）に、宝塚少女歌劇の第1回公演として4月1日から5月30日にかけて入場無料で上演された。これは宝塚新温泉で集客のために開催された婚礼博覧会の余興の一つとして、同温泉内のパラダイス劇場で行われたものである。同時上演は『浮れ達磨』（吉丸一昌作詞・本居長世作曲で原作名は『うかれ達磨』）とダンス『胡蝶』（宝塚少女歌劇団"作"で『胡蝶の舞』とも言う）、管弦合奏、および合唱であった。このうち『浮れ達磨』は白木屋少女音楽隊のために作られたもので、東京日本橋の白木屋余興場で1912年4月に上演されて人気を博した和風オペレッタである。『胡蝶』の方は松居松葉作詞、ハインリヒ・ヴェルクマイスター作曲で、1911年9月に帝劇で柴田環、藤間房子、音羽かね子によって演じられた『胡蝶の舞』を少女向きにアレンジしたものとされる。
宝塚新温泉パラダイス劇場は、元はパラダイスと称する建物内に設けられた「室内水泳場」（室内プール）であったが、諸事情により客足が伸びなかったため、プール部分を全面床に張り替え、脱衣所を舞台に改造して小劇場に仕上げたものである。ここで前年7月に少女唱歌隊として募集・養成された宝塚少女歌劇団第1期生の少女たちによって演じられた。初めての舞台は大切な上にも大切だからとのことで、3月20日から31日に至る12日間は本番通りの扮装で連日稽古に費やし、「愈々四月一日、歌劇団全員の異常なる緊張裡に処女公演の幕を開け」、「その結果は幸いに青年士女の称賛を博して、世間から豫想外に歓迎せられた」という。
しかし『ドンブラコ』は独唱あり、重唱あり、合唱ありで、もともと唱歌隊として募集された歌好きの少女たちにとっても楽な演目ではなかった上に、楽譜やレコードが既に世に出ていたため、音楽好きの客や学校の教師などには楽譜持参で来るものもあり、間違いなども誤魔化すことができなかった。そこで出来の悪い日には舞台が終わった後にもしばしば居残って稽古を続けるなど、大変な努力をした。コーラスも舞台の陰からでは聞こえないとして、衣装を着けたままオーケストラボックスに入って歌うなど、少女たちは舞台の上と下とを掛け持ちで奮闘した。また初期のことでオーケストラ要員もいないため、伴奏は音楽指導の高木和夫がピアノ一台で何から何までやりぬいていたという。その甲斐もあってか、「可愛い」「いや味がない」「美人がいる」など日ごとに評判を呼び、先のとおり宝塚少女歌劇の第一回公演は予想外の歓迎を受けての門出となった。

### スタッフ・キャスト[6]
- 振付…久松一聲
- 音楽指揮…高木和夫
- 桃太郎…高峰妙子（14歳／5月6日より15歳）
- 爺さん…外山咲子（15歳）
- 婆さん…雄島艶子（16歳）
- 猿　　…雲井浪子（12歳）
- 犬　　…八十島楫子（14歳）
- 雉　　…由良道子（12歳）
- 音頭取りの村人…関守須磨子（15歳）
- 共演者…秋田衣子・大江文子・逢坂関子・小倉みゆき・筑紫峯子・松浦もしほ・三室錦子・三好小夜子

## 97年ぶりのCD
作品発表から97年後の2009年5月27日にキング・インターナショナルから宇野功芳ほかによる演奏の全曲入りCDが初めて発売された。ジャケットは1912年発行の楽譜の表紙をモチーフにしている。指揮の宇野は独唱の木遣りも担当している。
- 『北村季晴:おとぎ歌劇「ドンブラコ」(全曲)』[8]
  - 録音：2008年1月6日 リリアホール（川口総合文化センター）（51分）
  - 作詞・作曲：北村季晴
  - 指揮：宇野功芳
  - 演奏
    - 佐藤和子（ピアノ）・高柳未来（オルガン）・西田克彦（ホルン）・宇野功芳（木遣り）

  - 声楽：アンサンブル・フィオレッティ
    - 桃太郎 …岡島由起子（ソプラノ）
    - 婆／雉子山拳蔵 …森康子（ソプラノ）
    - 爺／真白野猿之助 …平木郁子（アルト）
    - 犬野腕三郎 …杉林良美（アルト）

## 宝塚歌劇100周年記念の再現
2014年4月4日・4月6日に宝塚大劇場で宝塚歌劇100周年夢の祭典『時を奏でるスミレの花たち』の舞台の中で再現した。

### キャスト
※（）は当時の所属組
- 桃太郎…轟悠（専科）
- 犬野腕三郎…明日海りお（花組）
- 雉山拳蔵…早霧せいな（雪組）
- 真白野猿之助…紅ゆずる（星組）
- 鬼王…北翔海莉（専科）
- 福王…朝夏まなと（宙組）
- お婆さん…京三紗（専科）
- お爺さん…汝鳥伶（専科）
- 鬼の一族…望海風斗（花組）、凪七瑠海（月組）、美弥るりか（月組）、未涼亜希（雪組）、真風涼帆（星組）、緒月遠麻（宙組）
- 村人…一樹千尋（専科）、箙かおる（専科）、一原けい（専科）、夏美よう（専科）、英真なおき（専科）、五峰亜季（専科）、美穂圭子（専科）